# NGC 3145
NGC 3145 (другие обозначения — MCG -2-26-36, PGC 29591) — галактика в созвездии Гидра.
Этот объект входит в число перечисленных в оригинальной редакции «Нового общего каталога».
На оптических изображениях галактики видны рукава, которые кажутся пересекающимися, образуя фигуры в форме буквы X. Наблюдения нейтрального водорода в галактике показывают движение газа перпендикулярно диску. У NGC 3145 есть две галактики-спутника: NGC 3143 и PGC 029578.